# Barattarna
Barattarna (Parattarna, P/Barat(t)ama) – król huryckiego państwa Mitanni panujący w XV w. p.n.e. (prawdopodobnie 1470 p.n.e. – 1450 p.n.e.). Niewykluczone, że jest on tą samą osobą, co Parsatatar.
Brak jest zapisków odnoszących się bezpośrednio do niego, natomiast jego imię jest wymienione w zapiskach z Nuzi: pewien przedmiot ze skóry „został spalony, kiedy zmarł król Parattarna”. Więcej informacji zawiera biografia króla Alalach, Idrimiego, którego Barattarna uczynił swoim wasalem. W tym czasie królestwo Mitanni rozciągało się aż do miasta Arrapha na wschodzie.
Barattarna mógł być władcą Mitanni, którego egipski faraon Totmes III napotkał nad Eufratem w czasie swojej kampanii w roku 1447 p.n.e. Fakt ten można tylko poniekąd  wnioskować, porównując chronologię starożytnego Egiptu i Mitanni.